# Kappróður
Kappróður (færøsk for kaproning) er nationalsporten på Færøerne, både for mænd og kvinder, voksne, unge og børn. Det foregår i traditionelle færøbåde og er en lokal sport uden nogen internationale konkurrencer, selvom der findes en færøsk roklub i Danmark, som også har rokonkurrencer.
På oversigten over færømesterskabet, som er udkæmpet siden 1973, er der ikke nævnt nogen klubber, men kun bådsnavne. Disse navne kender hvert skolebarn på Færøerne, og mange af disse både har endog egne hymner, som spilles i radioen, når der er "live" reportage. F.eks. har 10'er-færømesteren 2005, Eysturoyingur, en færøsk version af Obladi-oblada som hymne. Disse reportager kan man høre på internettet og spore færingernes begejstring for deres rokultur.

## Klasser
Der kæmpes i 9 klasser, som starter i følgende rækkefølge:
1. Barnaróður (Børnekaproning) fimmannafør dreingir (5'er drenge, under 15 år)
2. Barnaróður (Børnekaproning) fimmannafør gentur (5'er piger, under 15 år)
3. Fimmmannafør dreingir (5'er drenge, under 18 år)
4. Fimmmannafør gentur (5'er piger, under 18 år)
5. Fimmmannafør kvinnur (5'er kvinder)
6. Seksmannafør kvinnur (6'er kvinder)
7. Seksmannafør menn (6'er mænd)
8. Áttamannafør menn (8'er mænd)
9. Tíggjumannafør menn (10'er mænd)

Alle både har en styrmand (mand eller kvinde, dreng eller pige). 5'er og 6'er har 6 roere. Det er bådens størrelse, som udgør forskellen mellem 5'er og 6'er og længden af strækningen som bliver roet til stævnerne. 5'er (fimmannafar) er 21 danske fødder stor, 6'er er 22 fødder stor. 5'ere ror 1000 meter, børnene ror dog kun 500 meter. 6'ere ror henholdsvis 1500 meter når det er i mændenes kategori og 1000 meter når det er i kvindernes kategori. 8'ere (áttamannafør) ror 1500 meter, bådene er 24 fødder stor og ros af 8 roere. 10'ere (10-mannafør) ros af 10 roere en strækning på 2000 meter, båden måler 26 fødder (danske). Ved Ólavsøka er det ikke muligt at ro 2000 meter, heller ikke 1500 meter, så alle både i de voksnes regatta ror 1000 meter. Dette forekommer også andre steder, f.eks. når Jóansøka er i Vágur hvert andet år og ved Vestanstevna i Miðvágur hvert tredje år, dette fordi fjorden ikke er lang nok, eller fordi der er bygget en dæmning ud til midten af fjorden, som forhindrer kaproning fra 2000 meter, dette gør sig gældende i Vágur.

## Begivenheder
Kaproningsstævner på Færøerne er store begivenheder, og når der er kaproning samtidig med en fodboldkamp med Færøernes landshold, så hører man begge som telefonmøde i radioen. Færø-mesterskbet (FM) afholdes over syv stævner i juni og juli hvert år. I 2015 var der følgende stævner:
- Norðoyastevna i Klaksvík, 6. juni (hvert år i Klaksvík)
- Sundalagsstevna i Kollafjørður, 13. juni (bygderne Kollafjørður, Hósvík og Hvalvík skiftes til at afholde Sundalagsstevna hvert tredje år; 2015 i Kollafjørður, 2014 i Hósvík og 2013 i Hvalvík).
- Fjarðastevna i Strendur, 20. juni (afholdes i Vestmanna lige år (senest i 2014), og i enten Strendur eller Skála  i ulige år (senest i 2013))
- Jóansøka i Tvøroyri, 27. juni (ulige år i Tvøroyri, lige år i Vágur, en lørdag tæt på den 24. juni).
- Varmakeldu i Fuglafjørður, 4. juli (FM-kaproning kun i ulige år, i lige år roes FM i Runavík).
- Vestanstevna i Sandavágur på Vágar, 11. juli (bygderne Sandavágur, Miðvágur og Sørvágur skiftes til at holde Vestanstevna, 2015 i Sandavágur, 2014 i Miðvágur og i Sørvágur i 2013).
- Ólavsøka i Tórshavn, 28. juli (er altid i Tórshavn og FM-kaproning er altid den 28. juli).

Kaproning er ikke hvert år ved alle ovennævnte stævner, og nogle af stævnerne skifter også mellem nabobyger. Det er kun kaproningen ved Ólavsøka, som altid er en bestemt dato, nemlig den 28. juli, der er national helligdag. De andre stævner lægges altid i en weekend, og kaproningen er lørdag eftermiddag. Norðoyastevna er altid i Klaksvík og afholdes som oftest den første weekend i juni. Eystanstevna er anden weekend i juni i Runavík. Her afholdes FM-kaproning kun hvert andet år (lige år), idet Eystanstevna og Varmakelda i Fuglafjørður skiftes til at have kaproning hver andet år. Sundalagsstevna afholdes midt i juni, og tre bygder i Streymoy skiftes til at være værtsby, nemlig Kollafjørður, Hósvík og Hvalvík. Jóansøka (Skt. Hans) afholdes den fjerde weekend i juni på Suðuroy, hvor de to største bygder på øen, Vágur og Tvøroyri skiftes til at være vært hvert andet år, lige år i Vágur og ulige år i Tvøroyri. Varmakelda afholdes den første weekend i juli i Fuglafjørður, men FM-kaproning afholdes som nævnt kun hvert andet år (ulige år). Vestanstevna er anden weekend i juli, og værtsskabet roterer mellem de tre større bygder på Vágar: Sandavágur (2012), Miðvágur (2011) og Sørvágur (2010). Fjarðastevna afholdes midt i juli, hvert andet år (lige år) i Vestmanna og så skiftes to bygder ved Skálafjørður på Eysturoy om at holde stævnet hvert andet år, således at der er kaproning hvert fjerde år i Strendur (2011) og hvert fjerde år ved Skála (2009). Sidste stævne afholdes i hovedstaden Tórshavn på Olávsøka d. 28. juli.

## Berømte både
- Argjabáturin (8'er), 10 gange færømester.
- Fípan Fagra (5'er), 9 gange færømester.
- Eysturoyingur (10'er), 7 gange færømester.
- Havnarbáturin (10'er), 13 gange færømester, hvilket er rekord.
- Hvessingur (6'er mænd), 8 gange færømester.
- Jarnbardur (6'er kvinder), 11 gange færømester.
- Nólsoyingurin (10'er), 6 gange færømester.
- Sílið, som 5'er kvinder 12 gange færømester og som 5'er drenge 8 gange færømester.[1]
- Ormurin Langi, den nye sensation af roere i færøsk roning. 3 gange færømester de sidste 3 år, og har vundet 20 af de sidste 21 stævner.

## Roklubbe som har vundet Færømesterskabet
Oversigt over roklubbe på Færøerne, som har vundet Færømesterskabet (FM). Tallene er fra perioden 1973-2011.
- Havnar Róðrarfelag 60
- Argja Róðrarfelag 21
- Kappróðrarfelagi NSÍ 20
- Róðrarfelagið Knørrur 17
- Klaksvíkar Róðrarfelag 14
- Hvalvíkar-Streymnesar Róðrarfelag 13
- Kvívíkar Sóknar Róðrarfelag 10
- Vestmanna Ítróttafelag, róðrardeild 9
- Skála Róðrarfelag 9
- Sandavágs Ítróttafelag, róðrardeild 9
- Miðvágs Róðrarfelag 8
- Kollafjarðar Ítróttafelag, róðrardeild 7
- Nólsoyar Ítróttafelag, róðrardeild 6
- Frobiar Sóknar Róðrarfelag 5
- Oyndarfjarðar Ítróttafelag, róðrardeild 5
- Vágs Kappróðrarfelag 5
- Norðdepils-Hvannasunds Róðrarfelag 4
- Strálan 4
- Hósvíkar Róðrarfelag 3
- Sunda Róðrarfelag 3
- Gøtu Ítróttafelag, róðrardeild 1
- ÍF-Kappróður 1
- Ítróttafelagið Royn, róðrardeild 1